# Champion of Champions (snooker)
De Champion of Champions is een non-ranking snookertoernooi opnieuw in het leven geroepen als opvolger van de Premier League Snooker in 2013. De winnaars van de World Snooker evenementen van het voorbije jaar, aangevuld met de top van de wereldranglijst tot 16 deelnemers worden hiervoor uitgenodigd.
In 1978 bestond dit toernooi ook al (met 4 spelers) en in 1980 met 8 snookerspelers. De eerste winnaar was Ray Reardon.

## Erelijst
| Seizoen                             | Winnaar                             | Verliezend finalist                 | Score                               |                                     |
| Champion of Champions (non-ranking) | Champion of Champions (non-ranking) | Champion of Champions (non-ranking) | Champion of Champions (non-ranking) | Champion of Champions (non-ranking) |
| ----------------------------------- | ----------------------------------- | ----------------------------------- | ----------------------------------- | ----------------------------------- |
| 1978/79                             | Ray Reardon                         | Alex Higgins                        | 11-9                                |                                     |
| 1980/81                             | Doug Mountjoy                       | John Virgo                          | 10-8                                |                                     |
| Champion of Champions (non-ranking) |                                     |                                     |                                     |                                     |
| 2013/14                             | Ronnie O'Sullivan                   | Stuart Bingham                      | 10-8                                |                                     |
| 2014/15                             | Ronnie O'Sullivan                   | Judd Trump                          | 10-7                                |                                     |
| 2015/16                             | Neil Robertson                      | Mark Allen                          | 10-5                                |                                     |
| 2016/17                             | John Higgins                        | Ronnie O'Sullivan                   | 10-7                                |                                     |
| 2017/18                             | Shaun Murphy                        | Ronnie O'Sullivan                   | 10-8                                |                                     |
| 2018/19                             | Ronnie O'Sullivan                   | Kyren Wilson                        | 10-9                                |                                     |
| 2019/20                             | Neil Robertson                      | Judd Trump                          | 10-9                                |                                     |
| 2020/21                             | Mark Allen                          | Neil Robertson                      | 10-6                                |                                     |
| 2021/22                             | Judd Trump                          | John Higgins                        | 10-4                                |                                     |
| 2022/23                             | Ronnie O'Sullivan                   | Judd Trump                          | 10-6                                |                                     |
| 2023/24                             | Mark Allen                          | Judd Trump                          | 10-3                                |                                     |
| 2024/25                             | Mark Williams                       | Xiao Guodong                        | 10-6                                |                                     |